# 아이삭 스쿼브
아이삭 스쿼브(Issac Squab)(본명 박이삭, 1983년 4월 28일 ~ )는 대한민국의 힙합 래퍼이다. 1998년 Wild Style의 멤버로 데뷔하였으며, Trespass의 멤버로 활동한 것으로 유명하나 현재는 솔로로 활동 중이다.

## 바이오그래피

### 데뷔 초기
Issac은 1998년, Supasize와 Leftee Gunz로 이루어진 Wild Style이란 팀으로 데뷔하였다. "M.I.C."라는 크루의 일원이기도 했던 이 팀은 당시 중고등학생으로 이루어져있어 화제가 되었으며, 그 중에서도 Issac은 중3의 어린 나이로 그 당시 언더그라운드 최연소 래퍼가 되었다. 이 팀은 곧 해체되고, Issac은 여리, 절정신운 한아와 함께 프로젝트 펑크 팀인 Dr. Groove로도 활동하였으며, 이 팀은 한달 동안 지속되었다.
이때부터 솔로로 전향한 Issac은 BLEX의 Under Blades Crew의 멤버로써, 또 절정신운 한아의 크루 무혼진의 멤버로써 활발한 활동을 펼쳤다. 또 고등학교에서 뜻이 맞는 이들을 모아, "Trespass"란 팀을 결성하였는데, 멤버 중 거북과 Kiorah는 Issac의 솔로 공연 시 보조 역할로 서서 도움을 주었다. 이렇게 해서 "Issac & Trespass"라는 체제로 Issac은 클럽 MP에 쓰레기라는 곡으로 솔로 데뷔를 하였다. 그를 주목하게 만들어준 것은 뛰어난 프리스타일 실력과 Da Crew와 함께 한 "갈등극"이란 곡에서였다.

### 트레스패스 결성
"랩판" 앨범에도 솔로곡 하나로 참여한 Issac은, 2001년 자신을 도와주던 Kiorah와 거북과 함께 3인조 Trespass를 결성하였다. 이후 Kiorah의 탈퇴로 2인조가 된 Trespass는, 2001년 말 가라사대와 계약을 맺고 2004년 4월에 빛을 보았다. 이 앨범을 내면서 Issac은 말싸움이란 뜻의 'squabble'을 변형한 "Squab"를 자신의 이름 뒤에 붙여 Issac Squab라는 이름을 만들었다 (Squab 자체에는 "어린 새끼"라는 뜻이 있어 자신이 어릴 때 음악을 시작한 거라는 의미도 갖는다고 한다).
Trespass 1집 활동은 현무의 군입대로 크게 하지는 못했으나, Issac Squab는 자신의 입담을 살려 이혁재의 파티왕 등 여러 프로그램에 출연하였다. 또한, 힙합플레이야 인터넷 라디오인 매콤한 라디오의 DJ를 맡아 활동하면서 조금 더 자신의 이름을 알리는 계기가 되었다. 2005년 7월 가라사대와 결별한 Trespass는, 2006년 말 다시 Pfull Entertainment와 계약을 맺고 앨범을 작업하였다. 메이저 계약사와 계약을 한 것으로 인해 Issac Squab는 활동 저변을 공중파 방송 등으로 옮길 수 있었으며, 스타 골든벨 등의 다수의 프로그램에 패널로 출연하기도 하였다.

### 쇼하우, 그리고 그 후
2008년 7월 Issac Squab는 Trespass가 개편한 팀 ShowHow를 통해 활동을 재개했으며, 이를 통해 가요계 무대에서 그의 모습을 볼 수 있었다. 2009년 1월에는 새로 돌아온 힙플라디오의 진행을 다시 한 번 맡아 10월까지 진행하였다. 이동안, 현무의 유학으로 ShowHow는 활동 일시정지에 들어갔다. 2009년 6월에는 Golden Boy Training Academy를 나찰과 결성하여 앨범을 내고 활동하였다.
2010년에는 Deegie의 재즈 앨범 Deegie's in True Mental vol.1에 호스트로 참여하였다는 소식이 들려왔다. 그러나 2011년 9월에 들어 공개된 Deegie의 새 앨범에 그의 참여는 없는 것으로 드러났다. 한편 2010년 9월 2010 대한항공 스타리그 OST를 디지털 싱글로 발표하기도 하였다. 12월에는 Animatiz의 앨범에 솔로로 참여하였다.
2011년 들어 그는 음악 활동을 거의 멈추어 팬들은 그의 소식을 접하지 못하였으며, 이 동안 그는 기독교 쪽 찬양사역팀 "Dream in Jesus"에서 활동하였다. 2011년 9월, 오랜만에 힙합 팬들 앞에 모습을 드러내며 FnC 아카데미에서 무료 특강을 펼친 그는, 현재 믹스테입 제작 중임을 알려왔다. 이 믹스테입은 2011년 10월 인터넷으로 무료 배포되었다. 이후 11월에는 신앙 생활을 하면서 조직한 7인조 밴드 D.I.J.의 앨범을 제작, 발표하였다.
2013년 들어서는 일시적으로 페이스북 페이지를 통해 현무와 함께 라디오 방송을 진행하였으며, 4월 James Bond를 무료로 공개한 것을 시작으로 본격적인 솔로 활동 복귀를 준비 중이다. 5월에는 솔로 싱글 Welcome You를 발표함과 함께 인터넷 라디오 《매콤한 라디오 비긴즈》 역시 단독 진행으로 시작해 솔로로써 활동을 이어나갈 것임을 암시하였다. 《매콤한 라디오 비긴즈》는 팟캐스트를 통해 《매콤한 라디오》로 다시 재편되어 꾸준히 방송을 이어나갔으며 2013년 11월과 12월은 이 방송의 "O.S.T"인 미니 앨범 두 개, 그리고 둘을 합친 한정판 CD를 발표하였다. 그는 이 앨범에 앞서 많은 신인과 아마추어들을 모집하여 앨범에 참여시켰으며, "매콤한 라디오 Cypher" 등의 영상을 촬영하기도 하였다.
대표곡: 쓰레기, The Style, James Bond, Welcome Song, The Light

## 디스코그래피

### 솔로
- 2010년 디지털 싱글 Dream Flight (2010 스타리그 O.S.T)
- 2011년 믹스테입 Rap Boy Mixtape vol.1: Reborn (무료 공개)
- 2013년 디지털 싱글 James Bond (무료 공개)
- 2013년 디지털 싱글 Welcome Back
- 2013년 디지털 싱글 The Light
- 2013년 디지털 미니앨범 《매콤한 라디오: HOTFLAVA (1/2)》
- 2013년 디지털 미니앨범 《매콤한 라디오: SPICYFLAVA (2/2)》
- 2013년 스페셜 앨범 《매콤한 라디오 The Album: HOTSPICYFLAVA》

### 팀
- 2004년 TRESPASS - 《옆집 형들이 들려준 노래》 (정규)
- 2005년 TRESPASS - PL-TWO (싱글)
- 2007년 TRESPASS - Trespasshow vol.1 'Love & Show (정규)
- 2008년 Show-How - 1st Mini Album
- 2009년 나찰 & 아이삭 스쿼브 - Golden Boy Training Academy "Training Day" (정규)
- 2011년 D.I.J. - New Dreams Begin.. (EP)

## 음악 외 활동
- MTV 이혁재의 파티왕 고정 패널
- tvN 리얼스토리 묘 VJ, 더빙
- 힙합플레이야 라디오 "매콤한 라디오" 진행
- 힙합플레이야 라디오 "더 매콤한 라디오" 진행

## 이름
- Issac Squab는 본명 이삭과 "어린 새끼"라는 뜻의 squab의 합성어이다. squab는 "말다툼하다"란 뜻의 squabble의 뜻도 담고 있다.
- Rap Boy는 그가 Golden Boy Training Academy로 활동하면서 새로 만든 이름이다.